# U-Bahn-Station Frankhplatz
Die U-Bahn-Station Frankhplatz ist eine zum Ausbauprojekt Linienkreuz U2/U5 gehörende und zurzeit in Bau befindliche Station der Wiener U-Bahn, die seit Februar 2019 gebaut wird und im Jahr 2026 eröffnet werden soll. Sie soll vorläufig die Endstation der neu errichteten U5 sein. Diese Station wird die erste komplett neu errichtete Station der U5 sein, da die anderen Stationen vom Karlsplatz kommend zuvor schon von der Linie U2 genutzt wurden. In einer weiteren Ausbauphase soll von dieser Station die U-Bahn-Strecke für die U5 zum Bahnhof Hernals weitergebaut werden.
In der Umgebung der neuen Station befinden sich der Campus der Universität Wien und weitere Fakultäten und Institute der Universität Wien, die österreichische Finanzmarktaufsichtsbehörde, die Oesterreichische Nationalbank sowie das Landesgericht für Strafsachen Wien mit der angeschlossenen Justizanstalt Wien-Josefstadt. Außerdem wird man in die Straßenbahnlinien 43 und 44 an der heutigen Haltestelle Landesgerichtsstraße, welche auf die südliche Straßenseite zum Neuen Institutsgebäude (NIG) verlegt wird, umsteigen können. Es sind Eingänge beim Neuen Institutsgebäude, in der Landesgerichtsstraße und am Frankhplatz geplant, die über eine gemeinsame unterirdische Passage mit der Station verbunden werden sollen. Ein weiterer Zugang wird in der Schwarzspanierstraße errichtet, von dort wird über einen kurzen Fußweg der Umstieg zu den Straßenbahnlinien in der Währinger Straße (37 bis 42) möglich sein.
Nachbarstationen im Verlauf der U5 sind die U-Bahn-Station Rathaus und ab der Eröffnung des zweiten Teils des Ausbauprojekts Linienkreuz U2/U5 die U-Bahn-Station Arne-Karlsson-Park.